# ليندسي سكوت
ليندسي سكوت (بالإنجليزية: Lyndsey Scott)‏ عارضة أزياء، ومطورة برمجيات، وممثلة أمريكية. كانت أول عارضة أفريقية أمريكية توقع عقد عرض أزياء حصري مع كالفن كلاين. بين العمل بعروض الأزياء لدُور أزياء مرموقة مثل غوتشي، وبرادا، وفيكتوريا سيكريت، تبرمج سكوت تطبيقات الهاتف المحمول لأجهزة الآيفون والآيباد. يعود الفضل إليها في تحدي الصورة النمطية عن عارضات الأزياء ومبرمجي الحاسوب، وإلهامها النساء الشابات كي يعملن في البرمجة.

## نشأتها
ترعرعت ليندسي سكوت في ويست أورانج، نيوجيرسي، وكانت الكبرى بين أربعة أطفال. أسس والدها شركة رعاية صحية منزلية بعد أن كان يعمل مبرمجًا في وكالة الأمن القومي. مارست الفنون القتالية منذ أن كانت في التاسعة من عمرها، وحصلت على الحزام الأسود في التايكواندو.
تحمّلت سكوت التنمر والسخرية في أثناء نشأتها. تقول إنها كانت الشخص الأسود الوحيد في السنوات الثلاث الأولى في أكاديمية نيوآرك، وهي مدرستها الإعدادية، وكانت نحيفة جدًا –بطول 5 أقدام و8 إنشات (173 سم) وبوزن يبلغ 80 باوندًا (36 كيلوغرامًا)– لدرجة أنها كانت تُلقّب «بالوحش». قالت إن زملاءها كانوا يدعونها إلى الحفلات ثم يلغون دعوتها، ويقولون لها إنه لا يمكنها الجلوس معهم على طاولة الطعام. «أصبح الوضع سيئًا في المدرسة الثانوية لدرجة أنني لم أستطع النظر إلى الناس في أعينهم. كنت أختبئ في المدرسة كي لا أضطر إلى تناول الغداء في الكافيتريا أو رؤية الأشخاص بين الحصص الدراسية».
التحقت سكوت بجامعة أمهرست، حيث درست المسرح، والاقتصاد، والفيزياء، قبل انتقالها إلى علوم الحاسوب. كانت أيضًا تمارس الركض والقفز العالي في مسابقات المضمار والميدان، وفازت بجميع مراكز أمريكا عن سباق الأربعمئة متر. تخرجت في جامعة أمهرست في عام 2006 بدرجة مشتركة في المسرح وعلم الحاسب.

## عرض الأزياء
أصبحت سكوت، بعد تخرجها في الجامعة، أكثر اهتمامًا بالتمثيل من علم الحاسب، وبدأت بالبحث عن تجارب الأداء في مدينة نيويورك. تغير جسدها في الجامعة، ويعود سبب ذلك جزئيًا إلى تناولها المكملات الغذائية لبناء الأجسام، وتقول بشأن ذلك إنها «بدأت تبدو عارضة أزياء أكثر». لذلك، وبتشجيع من أصدقائها، تقدمت بطلبات للعمل في عرض الأزياء، لكنها قوبلت بالرفض من جميع الوكالات التي تواصلت معها على مدى عامين؛ حثّها والداها على العودة إلى العمل بوظائف علم الحاسب.
مع ذلك، وضعت سكوت صورتها على موقع مودلز دوت كوم، وتواصلت معها في عام 2008 إدارةُ كليك لعرض الأزياء في مدينة نيويورك. عرضتها مجلة إيل غيرل في فيديو عن يوم عارضة أزياء، بما في ذلك بعض من تدريبها بصفتها عارضة أزياء جديدة في كليك. كانت تبلغ من العمر 24 عامًا حينها، والذي كان يُعتبر عمرًا كبيرًا بالنسبة إلى عارضة أزياء. طلبت الوكالة منها أن تُنقص من عمرها خمس سنوات، وبناءً على ذلك، ادّعت في السنوات الأولى من عملها في عرض الأزياء أنها من مواليد عام 1990.
لم تصبح سكوت ناجحةً على الفور حتى بعد توقيعها العقد مع الوكالة. كانت في بداية عملها في عام 2009 تعمل في توزيع النشرات الإعلانية في زاوية أحد الشوارع، حين تلقت اتصالًا من دار أزياء كالفن كلاين. خلال أسبوع الموضة في نيويورك، أصبحت أول عارضة أزياء سوداء توقع عقدًا حصريًا مع كالفن كلاين. قالت بيثان هارديسون إنه في السنوات الأخيرة لم تملك أي عارضة أزياءٍ تأثيرًا كهذا. تبعت ذلك عدة وظائف ذات قيمة في عرض الأزياء: في سنوات عملها الأولى عارضةَ أزياء، عرضت الأزياء لصالح فيرا وانغ، ودكني، وبيبي فات، وفيندي، وغوتشي، ولوي فيتون، وعرض أزياء فيكتوريا سيكريت لعام 2009، وظهرت في مجلات مثل مجلة إيل الإيطالية، ومجلة تين فوغ، ومجلة دبليو. صنفها موقع ستايل دوت كوم ضمن قائمة أفضل عشرة وافدين الجدد. في أسبوع الموضة في نيويورك في خريف عام 2010، كانت عارضة الأزياء السوداء الوحيدة التي تمشي على ممشى برادا. غيرت الوكالات أيضًا لتنتقل إلى إدارة إليت لعرض الأزياء، التي كانت أكثر تقبلًا لعمرها الحقيقي.
في شهر ديسمبر من عام 2013، أجابت سكوت على سؤال في موقع كورا، وهو موقع للأسئلة والأجوبة، حول «كيف هو شعور التحول من كونك غير جذاب جسديًا إلى كونك جذابًا؟». كتبت أنها كانت خرقاء وتعرضت للتنمر عندما كانت في المدرسة الثانوية، ثم تحول شكلها إلى شكل عارضة أزياء بعد الجامعة، وكتبت عن الفوائد والمشاكل التي نتجت عن ذلك، بينما كانت ما تزال تعمل بالبرمجة مرتديةً نظاراتها من المنزل. أُعيد نشر إجابتها في مجلة سلايت، وموقع بيزنس إنسايدر، وموقع بوب شوغر.
حتى ذلك الحين، أبقت سكوت عملها في البرمجة منفصلًا عن عملها في عرض الأزياء. لفت ذلك المنشور في كورا الانتباه إلى مهاراتها في البرمجة؛ منذ ذلك الحين، انتشرت شعبيتها بصفتها عارضة الأزياء التي تحمل هوية سرية كمبرمجة. نسب إليها آخرون الفضل في دحض الصور النمطية التي تقول إن عارضات الأزياء لا يمتلكن أي ذكاء، وإن المبرمجين هم مهووسون ذوو أوجه شاحبة. جمعت مجلة هاربر بازار بين شُغُفها وطلبت منها أن تقدم تقريرًا عن مؤتمر آبل العالمي للمطورين، وطلبت منها ماريا شريفر أن تشرح بالتفصيل تطبيقاتها المفضلة لقناة إن بي سي نيوز.

## روابط خارجية
- Lyndsey Scott الموقع الرسمي
- ليندسي سكوت على موقع IMDb (الإنجليزية)
- Apps by Lyndsey Scott